# Hypophysentumor
Ein Hypophysentumor ist ein Tumor der Hypophyse.
In 90 % handelt es sich dabei um ein Adenom der Adenohypophyse, s. Hypophysenadenom.
Neben Adenomen gibt es noch:
- Hypophysenkarzinome
- Hypophysenblastome
- Kraniopharyngeome
- Neuronale und paraneuronale Tumoren
- Tumoren der Neurohypophyse
- Mesenchymale und stromale Tumoren
- Haematolymphoide Tumoren
- Keimzelltumoren
- Pituizytom

Die vollständige WHO-Klassifikation von 2017 ist veröffentlicht.